# Jamie Chung
Pour les articles homonymes, voir Chung.
Jamie Chung, née le 10 avril 1983 à San Francisco, est une actrice et mannequin américaine d'origine sud-coréenne.
Elle se fait connaître grâce à ses apparitions dans les émissions de téléréalité intitulée The Real World: San Diego (en) et son émission dérivée Real World/Road Rules Challenge: The Inferno II (en) diffusées sur la chaîne de télévision américaine MTV.
Elle entame ensuite une carrière d'actrice et apparaît dans plusieurs productions tels que Quand Chuck rencontre Larry, Sorority Row, Very Bad Trip 2, Very Bad Trip 3 et Sucker Punch. Elle est acclamée par la critique pour le rôle principal qu'elle occupe dans le film dramatique indépendant, Eden, sur le trafic d'êtres humains.
À la télévision, elle tient le rôle récurrent de Mulan dans la série télévisée fantastique Once Upon a Time et participe à la troisième saison de Gotham. Elle incarne ensuite la mutante Blink dans The Gifted, une série dérivée de l'univers des X-Men.

## Biographie

### Enfance et formation
Jamie Chung est née le 10 avril 1983,, à San Francisco, où elle a grandi,. Elle fait partie de la seconde génération coréano-américaine élevée par des parents « traditionnels »,.
Chung a étudié à l'université de Californie à Riverside, dans laquelle elle était membre de Kappa Kappa Gamma (en), elle en ressort diplômée en économie.

### Carrière

#### Candidate de Télé réalité - Débuts de carrière d'actrice

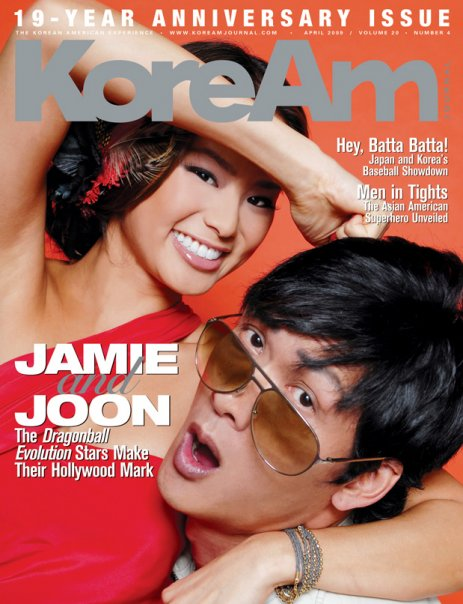
Jamie Chung et Park Joon Hyung en couverture du magazine KoreAm, en 2009.

Elle participe à la quatorzième saison de la télé réalité de la chaîne MTV : The Real World, diffusée depuis 2004. Dans son portrait, elle est décrite comme une étudiante travailleuse, qui cumule deux emplois pour payer ses frais de scolarité et qui apprécie la fête.
Elle renouvelle son contrat avec la chaîne et apparaît dans le spin-off Real World/Road Rules Challenge: The Inferno II (en) et remporte la victoire avec ses coéquipiers.
Forte de cette visibilité, Jamie Chung se lance dans une carrière d'actrice et débute par des rôles mineurs à la télévision. Elle officie en tant que figurante pour un épisode de la série télévisée Veronica Mars et fait ses armes dans le feuilleton télévisé Des jours et des vies, le deuxième plus ancien feuilleton américain toujours en production.
Elle continue sur cette lancée et multiplie les apparitions dans des shows à succès comme Urgences ou encore Les Experts : Manhattan et Greek.
Parallèlement à ses premières incursions dans le milieu du divertissement, elle perce également au cinéma et décroche un petit rôle dans la comédie Quand Chuck rencontre Larry, le film est un succès commercial mais laisse la critique perplexe.
En 2008, elle obtient son premier rôle pour la mini série développée par la chaîne ABC Family, Samurai Girl.

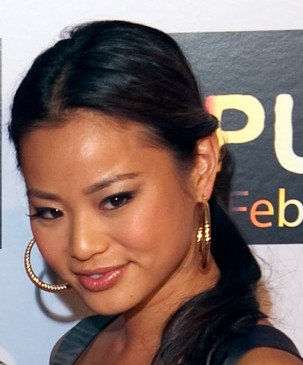
Jamie Chung, en 2009, lors de l'avant première du film Push, à Los Angeles.

En 2009, elle participe à des projets d'une visibilité plus importante : Elle décroche un second rôle dans le film d'horreur Sœurs de sang et elle incarne Chi-Chi, un des personnages de Dragonball Evolution, adaptation live du célèbre manga Dragon Ball par Akira Toriyama. Bien que le premier soit rentabilisé, les critiques sont peu enthousiastes tandis que le second est un échec cuisant au box office et il est éreinté par la critique, au point d'être officiellement renié par Toriyama, qui en était pourtant l'un des producteurs.
Elle renverse néanmoins la tendance, en se faisant connaitre au grand public en incarnant le rôle de Chelsea dans le téléfilm de Disney Channel : Princess Protection Program, dans lequel elle joue aux côtés de Selena Gomez et Demi Lovato.

#### Révélation critique et commerciale
Pour l'année 2010, après une intervention dans la série Castle, elle apparaît également dans la série médicale Grey's Anatomy qui rencontre alors un réel succès auprès des téléspectateurs puis elle continue sa percée au cinéma et intervient dans la comédie dramatique indépendante Burning Palms, avec, entre autres, Shannen Doherty, Dylan McDermott et Zoe Saldana. Le film est un conte subversif mêlant cinq histoires, se déroulant à Los Angeles, qui fut tièdement accueilli par la critique.
Elle réussit à atteindre les hauteurs du box office grâce à une autre comédie, Copains pour toujours avec Salma Hayek et Adam Sandler, qui rencontre un franc succès générant plus de 271 millions de dollars de recettes.
2011 est une année importante pour Jamie Chung : en mars, elle rejoint la distribution principale et féminine du blockbuster d'action Sucker Punch aux côtés d'Emily Browning, Vanessa Hudgens et Abbie Cornish. Cependant le film est une déception côté box office car il n'est que légèrement rentabilisé et il divise la critique.
Puis, elle intègre la saga Very Bad Trip pour le second volet des aventures rocambolesques de cette bande de copains incarné par Bradley Cooper, Ed Helms, Zach Galifianakis et Justin Bartha. Le film rencontre un succès colossal au box office, il génère près de 582 millions de dollars en fin d'exploitation.
Cette même année, elle prête sa voix pour le jeu vidéo X-Men: Destiny, une pratique familière pour l'actrice puisqu'elle était également la voix de l'un des personnages d'un autre jeu vidéo sorti en 2009, Command et Conquer: Red Alert 3 - Insurrection.

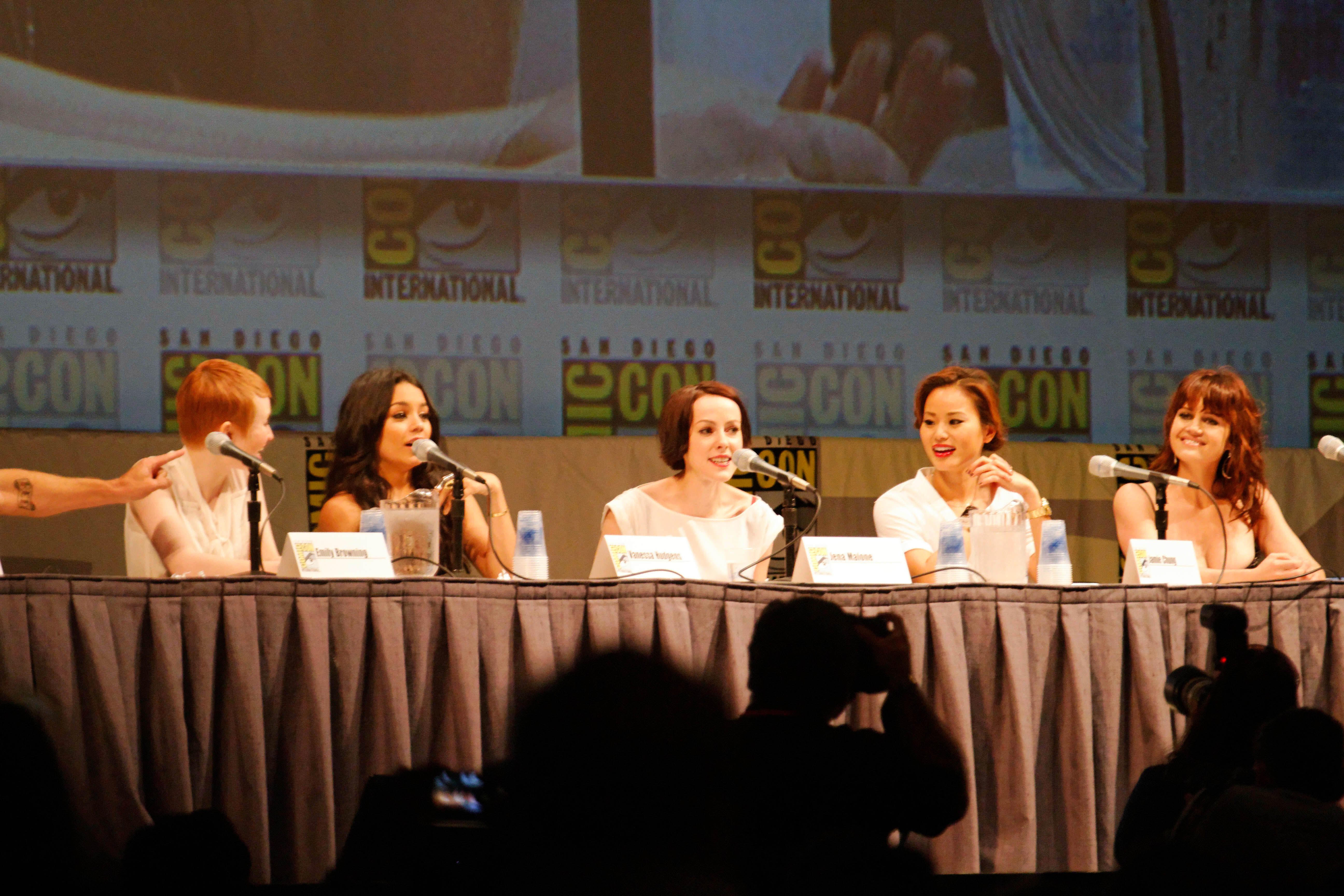
Au Comic-Con 2010, pour la présentation de Sucker Punch.

À partir de 2012, elle obtient un rôle récurrent pour la série fantastique Once Upon A Time dans lequel elle joue le rôle de Mulan.
Au cinéma, on la retrouve dans l'un des premiers rôles du thriller d'action Premium Rush avec Joseph Gordon-Levitt et Dania Ramírez, qui réussit à convaincre davantage la critique que les spectateurs. Et elle rejoint la distribution du film de Kung fu, à petit budget, L'Homme aux poings de fer avec Russell Crowe et Lucy Liu, qui ne suscite que peu d'intérêt auprès du public et divise également la critique, pour le meilleur et pour le pire.
Finalement, c'est grâce au cinéma indépendant qu'elle séduit réellement la critique avec le thriller dramatique Eden. Héroïne principale du film, elle incarne une jeune femme enlevée de force et obligée de se prostituer. Cette composition plus dramatique qu'a l’accoutumée est récompensée lors du festival international du film de Seattle ou elle remporte le titre de Meilleure Actrice.

En 2013, elle retrouve le rôle de Lauren Price pour les besoins de Very Bad Trip 3 qui clos la saga cinématographique débutée en 2009, en succès. 

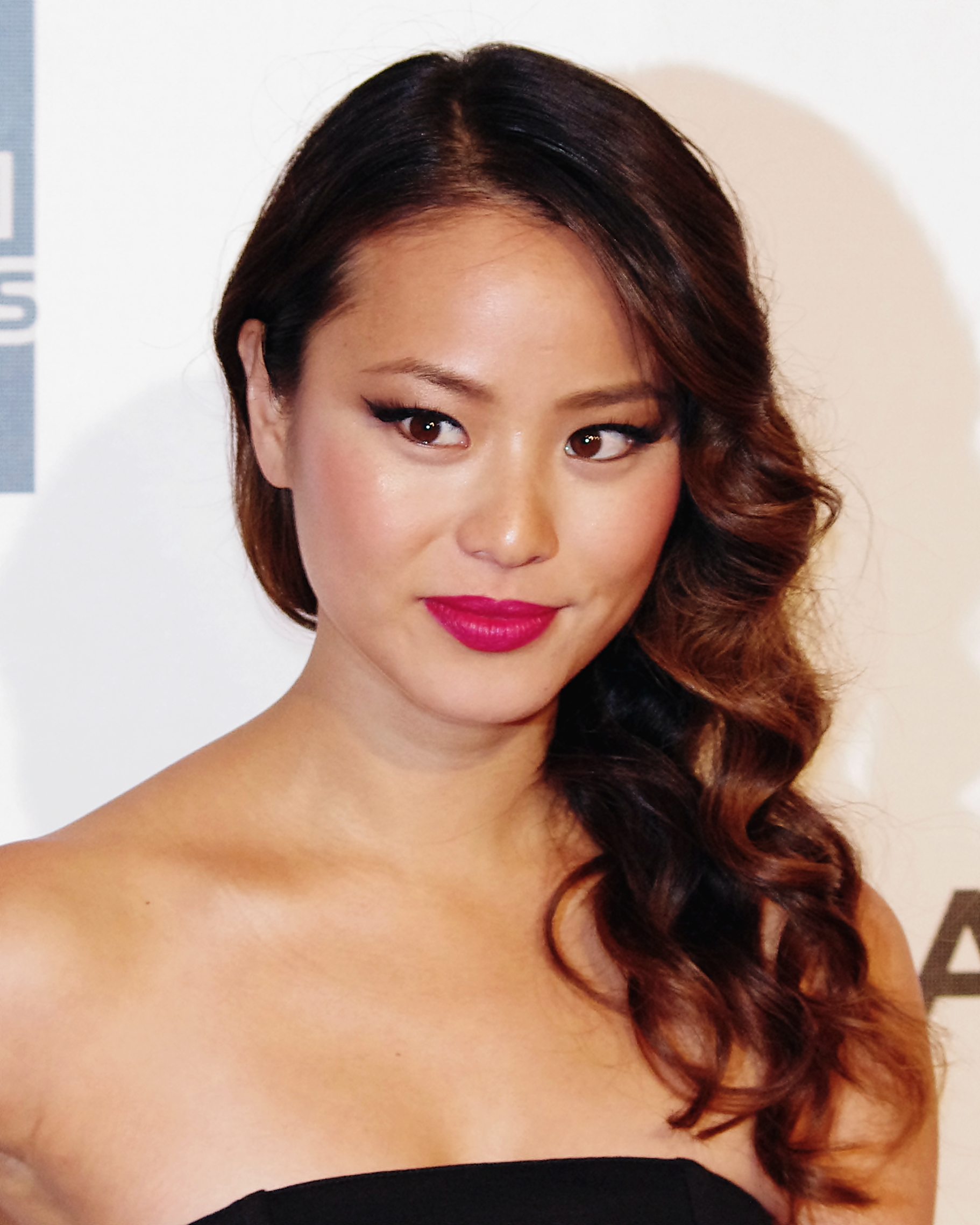
Jamie Chung, en 2012, au Festival du film de Tribeca pour l'avant première du film Knife Fight.

En 2014, elle multiplie les projets : Elle est à l'affiche du film catastrophe de Takashi Shimizu, Vol 7500 : aller sans retour, elle interprète l'un des personnages du film d'animation Les Nouveaux Héros qui est élu Meilleur film d'animation aux Oscars du cinéma, puis elle joue le personnage de Miho, précédemment incarné par Devon Aoki, pour Sin City : J'ai tué pour elle, second volet réalisé par Robert Rodriguez censé renouveler les performances du premier opus mais qui ne rencontre pas le succès critique et public escompté.
Elle rejoint aussi Felicity Huffman pour le drame indépendant Rudderless présenté en compétition lors du festival du film de Sundance de 2014, acclamé par la critique.
Elle obtient l'un des rôles principaux de la série télévisée de science fiction Believe, diffusée sur le réseau NBC. Après un démarrage synonyme de succès, les audiences finissent par s'effondrer ce qui conduit à l'annulation du show, à l'issue de la première saison.
L'année d'après, en 2015, Jamie Chung et son fiancé, Bryan Greenberg, partagent l'affiche du film indépendant Already Tomorrow in Hong Kong, qui est une nouvelle fois bien reçu par la critique et présenté en sélection officielle lors de nombreux festivals. Cette année-là, elle intègre la distribution principale de la série télévisée Resident Advisors, diffusée sur la plateforme Hulu.
En 2016, Jamie Chung retrouve le personnage de Gogo Tamago pour la série télévisée d'animation Big Hero 6: The Series, tirée du film du même nom, pour une diffusion attendue courant 2018 puis elle est annoncée au casting d'une nouvelle série développée par NBC, Miranda's Rights, le projet est finalement abandonné.
Au cinéma, elle est à l’affiche de la comédie Joyeux Bordel !, l'un des succès de cette fin d'année. Puis elle rejoint dans un rôle récurrent, la troisième saison de la série Gotham, basée sur les personnages des comics créés par Bob Kane et Bill Finger et plus spécifiquement ceux de James Gordon et Bruce Wayne. Elle incarne Valerie Vale, la tante de Vicki Vale, personnage majeur des comics Batman, incarnée par Kim Basinger dans le film de 1989.
En 2017, Jamie Chung intègre l'univers X-Men pour la série The Gifted, dont l'épisode pilote est réalisé par Bryan Singer, elle incarne la mutante Blink, déjà aperçue au cinéma, dans X-Men: Days of Future Past sous les traits de l'actrice chinoise Fan Bingbing. L’année suivante, elle occupe le premier rôle féminin du drame indépendant 1985 aux côtés de Michael Chiklis, Virginia Madsen et Cory Michael Smith.
En 2019, la FOX décide d'annuler The Gifted au bout de deux saisons.
En 2020, elle accepte un rôle secondaire dans un thriller de Netflix, Mensonges et trahisons, aux côtés de Camila Mendes et Jessie Usher. Cette année-là, elle rejoint surtout la série horrifique attendue Lovecraft Country produite par Jordan Peele et J. J. Abrams pour HBO.

### Vie personnelle
Depuis 2012, Jamie Chung est en couple avec l'acteur américain Bryan Greenberg. Ils se sont fiancés le 27 décembre 2013 et se marient le 31 octobre 2015, à Santa Barbara en Californie.
Jamie Chung est une fervente adepte de l'industrie de la mode, elle partage ses expériences et ses conseils, également en matière de nourriture, de voyage et autre sujets sur son blog : What the Chung ?.
Le 24 octobre 2021, elle a accueilli des jumeaux via mère porteuse.

## Filmographie

### Cinéma

#### Films
- 2007 : Quand Chuck rencontre Larry de Dennis Dugan : Restauratrice
- 2009 : Sœurs de sang de Stewart Hendler : Claire
- 2009 : Dragonball Evolution de James Wong : Chi-Chi
- 2010 : Burning Palms de Christopher Landon : Ginny Bai
- 2010 : Copains pour toujours de Dennis Dugan : Amber Hilliard
- 2011 : Very Bad Trip 2 de Todd Phillips : Lauren Price
- 2011 : Sucker Punch de Zack Snyder : Amber
- 2012 : Premium Rush de David Koepp : Nima
- 2012 : Knife Fight de Bill Guttentag : Kerstin Rhee
- 2012 : L'Homme aux poings de fer (The Man with the Iron Fists) de RZA : Lady Silk
- 2012 : Eden de Megan Griffiths (en) : Eden
- 2013 : Very Bad Trip 3 de Todd Phillips : Lauren Price
- 2014 : Vol 7500 : aller sans retour de Takashi Shimizu : l'hôtesse de l'air, Suzy Lee
- 2014 : Bad Johnson de Huck Botko : Jamie
- 2014 : Sin City : J'ai tué pour elle de Frank Miller et Robert Rodriguez : Miho
- 2014 : Rudderless de William H. Macy : Lisa Martin
- 2015 : Already Tomorrow in Hong Kong de Emily Ting : Ruby (également productrice exécutive)
- 2015 : A Year and Change de Stephen Suettinger : Pam
- 2016 : Joyeux Bordel ! de Josh Gordon et Will Speck : Meghan
- 2016 : Flock of Dudes (en) de Bob Castrone : Katherine
- 2017 : Band Aid de Zoe Lister-Jones : Cassandra Diabla
- 2018 : 1985 de Yen Tan : Carly
- 2020 : Mensonges et Trahisons de Michael M. Scott : Julia
- 2021 : Braquage en or (The Misfits) de Renny Harlin : Violet

#### Films d'animation
- 2014 : Les Nouveaux Héros (Big Hero 6) de Don Hall et Chris Williams : Gogo Tomago
- 2017 : Baymax et les Nouveaux Héros: Le Retour de Stephen Heneveld, Ben Juwono et Nicholas Filippi : Gogo Tomago
- 2019 : DC Showcase: Death (en) : Death
- 2021 : Batman: Soul of the Dragon : Jade (en)

#### Courts métrages
- 2012 : It Has Begun: Bananapocalypse de Timothy Kendall et Justin Lin : elle-même
- 2012 : SAF Seeking... The Morning Afterglow (vidéo) de Mia Trachinger : Jamie
- 2018 : Ctrl de Ivy Agregan : Simone Burke

### Télévision

#### Téléfilms
- 2007 : Katrina de Eli Steele : Ella
- 2009 : Princesse Protection Programme:Mission Rosalynda de Allison Liddi-Brown : Chelsea Barnes
- 2012 : The Asset de Neil Burger : May Kent

#### Séries télévisées
- 2006 : Veronica Mars : Figurante - Danseuse (saison 3, épisode 9)
- 2007 : Des jours et des vies : Cordy Han (10 épisodes)
- 2007 : Greek : The Tri-Pi Sister (2 épisodes)
- 2007 : Les Experts : Manhattan : Misty (saison 4, épisode 9)
- 2007 : Urgences : Jin Kim (saison 14, épisode 5)
- 2008 : Samurai Girl : Heaven Kongo (mini-série - rôle principal, 6 épisodes)
- 2008 : Greek : Siena (saison 1, épisode 11)
- 2009 : Castle : Romy Lee (saison 1, épisode 3)
- 2010 : Grey's Anatomy : Trina Paiz (saison 7, épisode 10)
- 2012-2016 : Once Upon a Time : Fa Mulan (saison 2,3 & 5; 12 épisodes)
- 2014 : Believe : Channing (saison 1, 13 épisodes)
- 2015 : Resident Advisors : Olivia (saison 1, 7 épisodes)
- 2016 : Gotham : Valerie Vale (saison 3, 6 épisodes)
- 2017 : Casual : Tina (saison 3, épisodes 1 et 5)
- 2017 - 2019 : The Gifted : Clarice Ferguson / Blink (rôle principal - 29 épisodes)
- 2020 : Awkwafina Is Nora from Queens : Grand mère, jeune (saison 1, épisode 8)
- 2020 : Lovecraft Country : Ji-Ah
- 2021 : This Is Us : Ava
- 2021-2022 : Dexter: New Blood : Molly Park

#### Séries d'animation
- Depuis 2017 : Baymax et les Nouveaux Héros : Gogo Tomago (54 épisodes)
- 2018 : Big Chibi 6: The Shorts : Go Go (3 épisodes)
- 2019 : Sherwood : Rose Trefgarne (10 épisodes)
- 2021 : Star Wars: Visions : Misa (doublage version anglophone, épisodes 9 -Akakiri)
- 2024 : Batman, le justicier masqué : Dr. Harleen Quinzel / Harley Quinn
- 2024 : Twilight of the Gods : Hel

#### Télé-réalité
- 2004 : The Real World : Elle-Même
- 2004 - 2005 : The Real World San Diego Reunion : Elle-Même
- 2005 : Real World/Road Rules Challenge: The inferno 2 : Elle-Même

#### Clip vidéo
- 2015 : Get 'Em Up[42] de Nickelback
- 2018 : Waste It on Me de Steve Aoki feat. BTS

## Ludographie
- 2009 : Command et Conquer: Red Alert 3 - Insurrection : Commandant Takara Sato
- 2011 : X-Men: Destiny : Aimi Yoshida
- 2018 : Destiny 2 : Anastasia Bray
- 2019 : Kingdom Hearts 3 : Go Go Tamago (doublage, version anglophone)

## Distinctions
Sauf indication contraire ou complémentaire, les informations mentionnées dans cette section proviennent de la base de données IMDb.

### Récompenses
- 2009 : ShoWest de la star féminine de demain dans un film d'horreur pour Sœurs de sang partagée avec Briana Evigan, Leah Pipes, Rumer Glenn Willis, Audrina Patridge et Margo Harshman.
- 2009 : Young Hollywood Awards de la star féminine d'action pour Dragonball Evolution
- 2009: Young Hollywood Awards de la star d'action pour Dragonball Evolution
- 2012 : Festival international du film de Seattle de la meilleure actrice pour Eden
- 2012 : SXSW Film Festival de la meilleure actrice pour Eden

### Nominations
- Women Film Critics Circle Awards 2014 : Meilleur doublage féminin pour Les Nouveaux Héros'
- 2015 : BTVA Feature Film Voice Acting Awards de la meilleure distribution dans un film d'animation pour Les Nouveaux Héros partagée avec Ryan Potter, Scott Adsit, Daniel Henney, Genesis Rodriguez, Damon Wayans Jr., T.J. Miller, Maya Rudolph, James Cromwell et Alan Tudyk.
- 2021 : International Online Cinema Awards de la meilleure actrice dans un second rôle dans une série télévisée dramatique pour Lovecraft Country
- Screen Actors Guild Awards 2021 : Meilleure distribution pour une série dramatique pour Lovecraft Country partagée avec Aunjanue Ellis-Taylor, Jada Harris, Abbey Lee, Jonathan Majors, Wunmi Mosaku, Jordan Patrick Smith, Jurnee Smollett et Michael Kenneth Williams

## Voix francophones
En France, Jamie Chung est régulièrement doublée par Geneviève Doang. Ysa Ferrer et Véronique Picciotto l'ont également doublée à deux occasions chacune.
Au Québec, elle est régulièrement doublée par Ariane-Li Simard-Côté. Kim Jalabert l'a doublée à deux occasions.